# Light novel

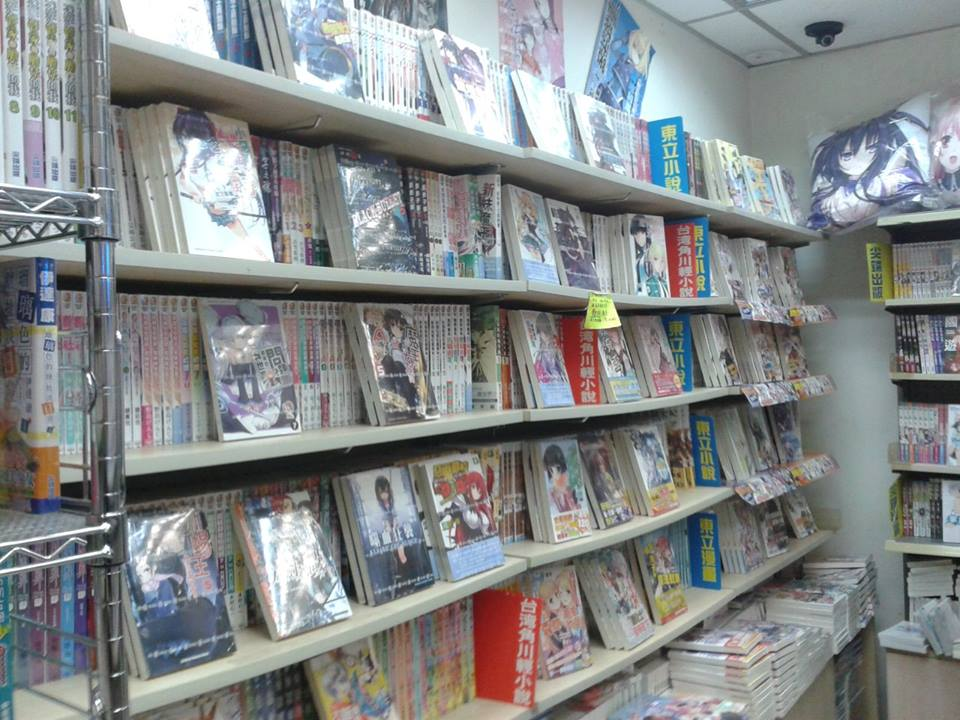
Light novel su uno scaffale a Macao

Le light novel (ライトノベル?, raito noberu, lett. "romanzo leggero") sono un tipo di romanzo illustrato giapponese con le caratteristiche estetiche e lo stile di un manga. La stesura del testo è del tutto simile a quella di un romanzo, a cui vengono aggiunte illustrazioni create dagli scrittori stessi o, più spesso, da un character designer e talvolta da un mecha designer, con mansioni di illustratore. Il termine light novel è una costruzione wasei-eigo, ossia un'espressione giapponese costruita secondo la lingua inglese. Spesso viene usata l'abbreviazione ranobe (ラノベ?).

## Stile
Le light novel sono opere in prosa, che integrano disegni stilisticamente simili a quelli dei manga, pensate come romanzi per adolescenti o per un pubblico giovanile. Alcune light novel hanno ispirato diversi manga o anime.
Lo stile delle light novel tende ad essere differente da quello dei romanzi per un pubblico più maturo. Viene spesso usato anche il furigana, sia per aiutare i lettori ad avere una maggiore comprensione del testo, sia per dare la possibilità all'autore di creare o modificare la posizione dei caratteri, un fattore non facilmente accettato in altre tipologie di scrittura.

## Pubblicazioni
Sovente, in Giappone, queste opere vengono pubblicate su riviste specializzate in romanzi e letteratura, come Gekkan Dragon Magazine, The Sneaker, Dengeki hp, Comptiq e Dengeki G's Magazine. Un esempio comune di light novel è Slayers, scritta da Hajime Kanzaka e in seguito ripensata sotto forma di manga e anime.
Grazie all'enorme successo in Giappone, le compagnie editoriali sono sempre in cerca di nuovi talenti e bandiscono concorsi annuali in cui i partecipanti possono vincere un premio in denaro e la pubblicazione dell'opera. Il Premio Dengeki Novel è finora il più ampio concorso esistente, con oltre seimila ammissioni annuali.
Il mercato delle light novel al di fuori del Giappone non è molto sviluppato, a causa della poca richiesta e della quantità notevole del materiale da tradurre, nettamente superiore a quella dei manga canonici. Alcune pubblicazioni in lingua inglese sono state addirittura ripensate e adattate al formato tankōbon, tipico dei manga, ma alcune compagnie, come la Seven Seas Entertainment, hanno annunciato la pubblicazione delle light novel seguendo il formato originale, cioè 10,5 cm x 15 cm. Altri editori che si occupano di questo tipo di produzione sono Tokyopop, Viz Media, DMP, Dark Horse, CMX e Yen Press.
Anche in Italia vengono pubblicate light novel, seppur in numero esiguo. È più comune la pubblicazione di volumi unici o brevi serie ispirate a serie già affermate, nate come manga o anime (quali Le bizzarre avventure di JoJo, Video Girl Ai e Bleach). A partire dal 2010 si sono verificati casi in cui, contemporaneamente o successivamente alla pubblicazione della relativa trasposizione in manga, sono state pubblicate serie di light novel legate a marchi minori, composte fino a più di otto volumi e di cui la light novel costituisce il media principale.